# Грањанела (Лука)
Грањанела је насеље у Италији у округу Лука, региону Тоскана.
Према процени из 2011. у насељу је живело 88 становника. Насеље се налази на надморској висини од 492 м.